# Bom Jesus do Galho
Bom Jesus do Galho é um município brasileiro no interior do estado de Minas Gerais, Região Sudeste do país. Localiza-se no Vale do Rio Doce e pertence ao colar metropolitano do Vale do Aço, estando situado a cerca de 300 km a leste da capital do estado. Ocupa uma área de 592,289 km², sendo que 3 km² estão em perímetro urbano, e sua população em 2024 era de 14 756 habitantes.
A sede tem uma temperatura média anual de 21,3 °C e na vegetação original do município predomina a Mata Atlântica. Com 65% da população vivendo na zona urbana, Bom Jesus do Galho contava, em 2009, com dezesseis estabelecimentos de saúde. O seu Índice de Desenvolvimento Humano (IDH) é de 0,623, classificado como médio em relação ao estado.
A exploração da área do atual município teve início no século XVIII, quando chegam os primeiros civilizados, que estavam a explorar o Vale do Rio Doce e mais tarde adquirir terras dos indígenas. As disputas por território geraram vários conflitos, mas a catequização dos índios, defendida por Guido Marlière, fez com que fosse possível formar um povoado. Este se desenvolveu em função da agricultura, sendo elevado a distrito, pertencente a Caratinga em 1877 e emancipado em 31 de dezembro de 1943.
As principais manifestações culturais presentes no município são o artesanato e os grupos teatrais e de manifestação tradicional popular, além dos eventos festivos, tais como o Carnaval, a Festa do Bonjesuense Ausente e as comemorações religiosas da Semana Santa e da Festa do Jubileu do Senhor do Bom Jesus. Também destacam-se as cachoeiras e lagoas propícias a banhos e os atrativos naturais ligados ao raio de influência do Parque Estadual do Rio Doce (PERD), além do Cristo da Paz da cidade.

## História
Até o século XVIII, o lugar era habitado exclusivamente pelos índios botocudos. A região de Ouro Preto passava por uma decadência na extração de ouro e com isso expedições adentaram o Vale do Rio Doce à procura do metal até o atual município de Conselheiro Pena (onde chegaram em 1781). Os exploradores instalaram um ponto de parada em Quartel do Sacramento e próximo dali construíram uma ponte sobre o rio Doce em 1779. No começo do século XIX, houve interesse por parte dos colonos de habitarem o Vale do Rio Doce, passando a disputar as terras com os índios. Durante as disputas, os indígenas supostamente incendiaram a antiga ponte, que foi reconstruída na década de 1930 e atualmente é conhecida como Ponte Queimada, onde hoje se encontra a divisa entre Pingo-d'Água e Marliéria.

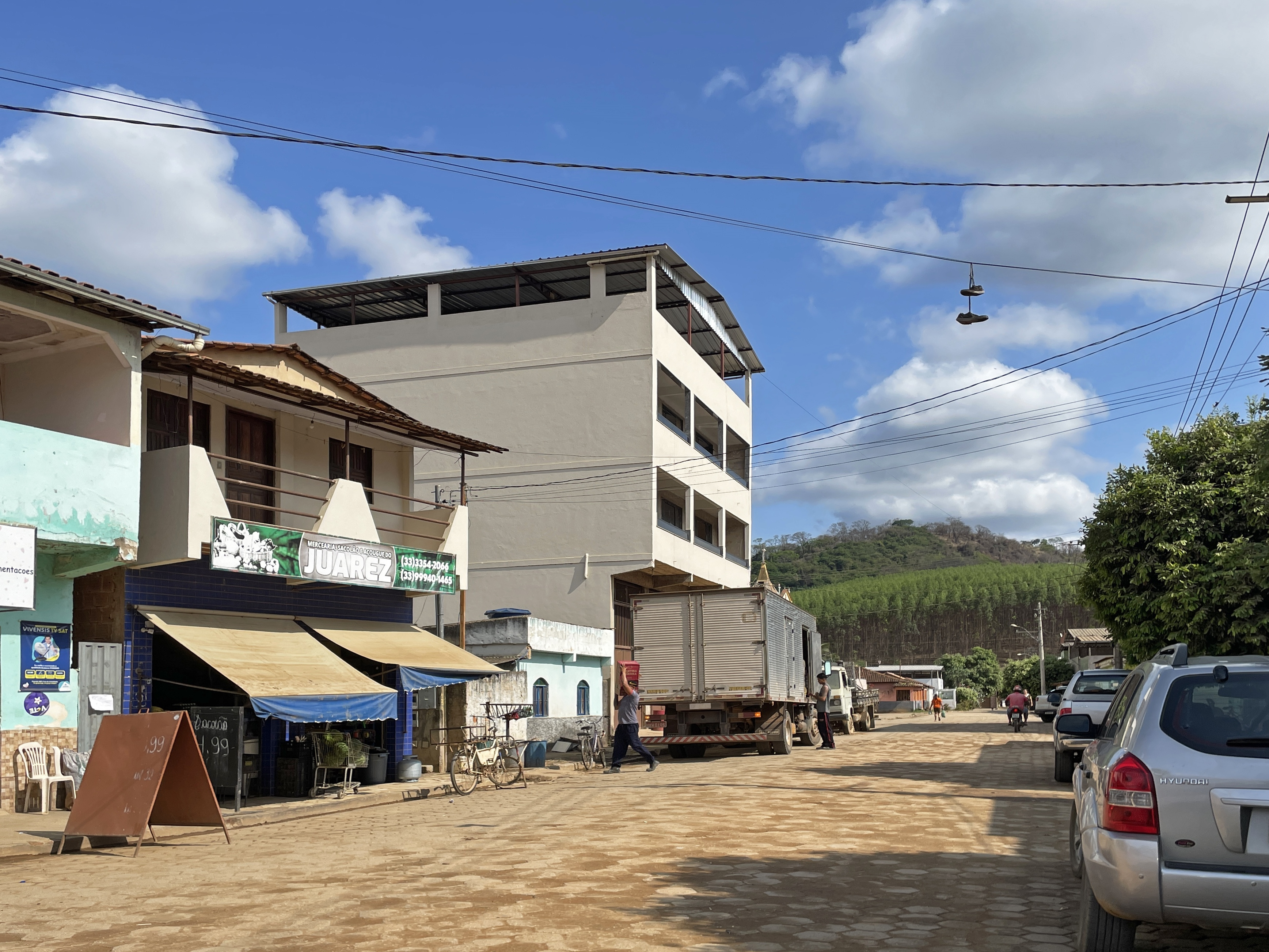
Rua em Revés de Belém, distrito criado em 1995.

Em 1820, o soldado francês Guido Marlière substitui as batalhas contra os índios pela catequização dos mesmos, facilitando o povoamento, e em 1847, Reginaldo Lopes e João José da Silva tomam posse de sesmarias de terras na cidade. Nas décadas seguintes observa-se um considerável desenvolvimento em função da agricultura e um notável fluxo migratório para o atual município, em especial com pessoas de origem de Araponga, Jequeri, Ervália e Viçosa. O topônimo "Bom Jesus" foi uma homenagem que Adão Coelho fez após recorrer ao Senhor Bom Jesus e se curar de uma enfermidade, por volta de 1880. Adão doou terreno para construir uma pequena capela, onde situa-se a Igreja Matriz. Ao seu redor se formou um pequeno núcleo urbano, que teve um abrupto crescimento após a chegada da Estrada de Ferro Leopoldina, na década de 30, sendo desativada décadas depois.
Dada a evolução econômica e demográfica, pela lei provincial nº 2.407, de 5 de novembro de 1877, é criado a partir do povoado o distrito de Galho (subordinado a Caratinga), recebendo a denominação de Bom Jesus do Galho pela lei estadual nº 556, de 30 de agosto de 1911. Pela lei estadual nº 843, de 7 de setembro de 1923, o distrito perde área para a criação de Vermelho Velho, pertencente a Matipó. Sua emancipação ocorreu pelo decreto-lei estadual nº 1.058, de 31 de dezembro de 1943, constituído pela sede municipal e pelo distrito de Vermelho Velho, que voltou a fazer parte de Bom Jesus do Galho.
Pela estadual nº 336, de 27 de dezembro de 1948, foram criados os distritos de Córrego Novo e Passa Dez, ao mesmo tempo que Vermelho Velho voltou a ser desmembrado de Bom Jesus do Galho, agora anexado a Raul Soares. Pela lei estadual nº 2.764, de 30 de dezembro de 1962, houve a criação do distrito de Quartel do Sacramento e Córrego Novo foi elevado a município. A lei complementar nº 7 de 28 de novembro de 1995 criou o distrito de Revés de Belém, restando a partir de então três distritos, além da sede municipal: Passa Dez, Quartel do Sacramento e Revés de Belém.

## Geografia
A área do município, segundo o Instituto Brasileiro de Geografia e Estatística (IBGE), é de 592,289 km², sendo que 3 km² constituem a zona urbana. Situa-se a 19º49'44" de latitude sul e 42°18'58" de longitude oeste e está a uma distância de 304 quilômetros a leste da capital mineira, fazendo parte do colar metropolitano do Vale do Aço juntamente com outras 23 cidades (além dos quatro municípios principais) desde janeiro de 2012. Seus municípios limítrofes são Timóteo e Caratinga, a norte; Marliéria, a noroeste; Pingo-d'Água e Córrego Novo, a oeste; Raul Soares, a sul; Caratinga, a leste e nordeste; e Entre Folhas e Vargem Alegre, a leste.
De acordo com a divisão regional vigente desde 2017, instituída pelo IBGE, o município pertence às Regiões Geográficas Intermediária de Ipatinga e Imediata de Caratinga. Até então, com a vigência das divisões em microrregiões e mesorregiões, fazia parte da microrregião de Caratinga, que por sua vez estava incluída na mesorregião do Vale do Rio Doce.

### Relevo, hidrografia e meio ambiente

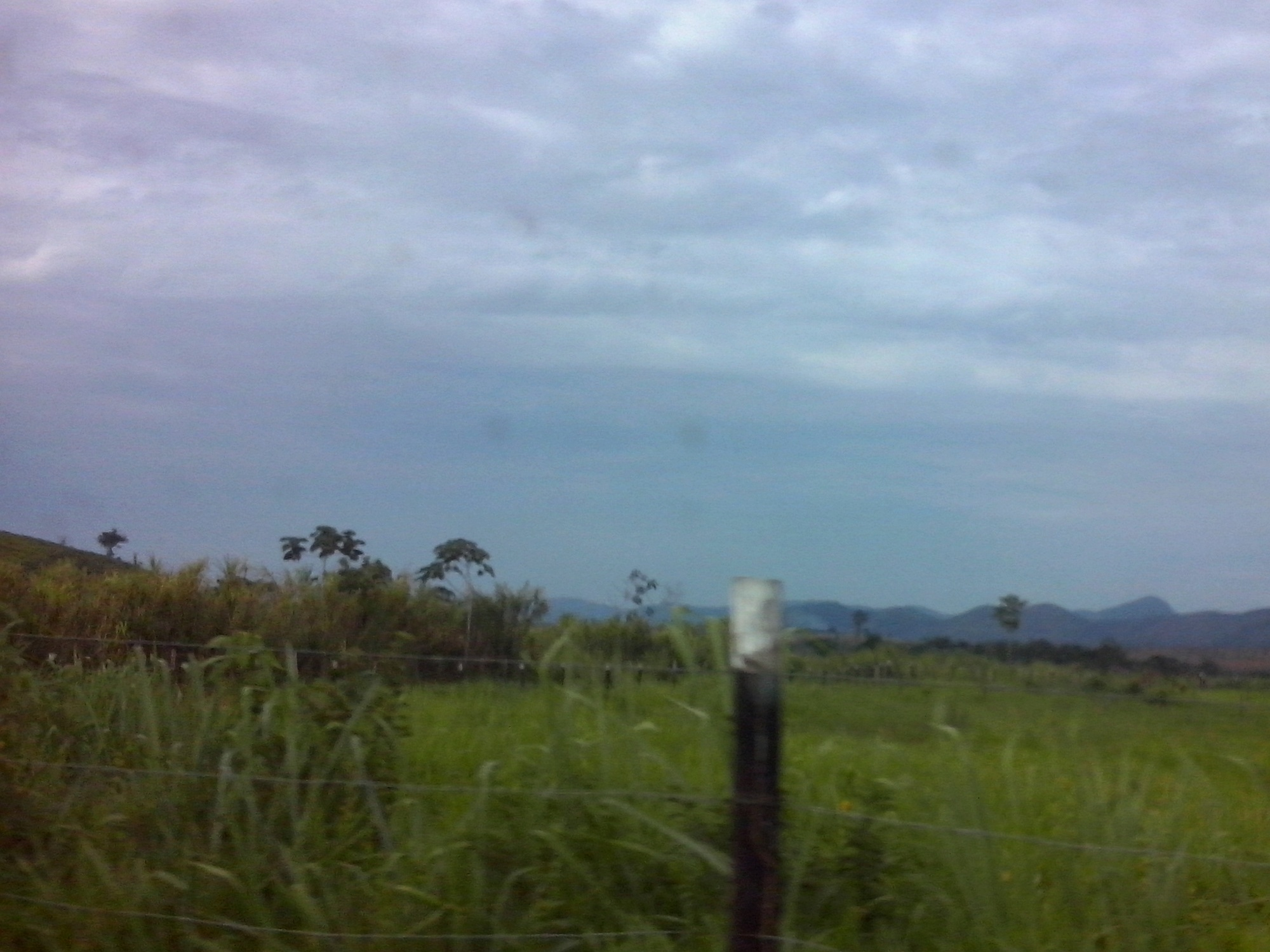
Pastagens em Bom Jesus do Galho

O relevo do município de Bom Jesus do Galho é predominantemente ondulado. Em aproximadamente 60 % do território bonjesuense há o predomínio de lugares ondulados, enquanto cerca de 25 % é coberto por áreas com mares de morros e terrenos montanhosos e os 15 % restantes são áreas planas. A altitude máxima encontra-se na cabeceira do córrego dos Batistas, que chega aos 986 metros, enquanto que a altitude mínima está na Lagoa Branca, com 253 metros. Já o ponto central da cidade está a 550 m.
A vegetação predominante no município é a Mata Atlântica, sendo que os principais problemas ambientais presentes, segundo a prefeitura em 2010, eram a poluição de corpos d'água. O território municipal se encontra nos limites do Parque Estadual do Rio Doce (PERD), que é a maior reserva de Mata Atlântica do estado de Minas Gerais, no entanto o predomínio é do reflorestamento com eucalipto visando a alimentar as indústrias do Vale do Aço.
O território é banhado por vários mananciais, sendo os principais o rio Doce, os ribeirões do Boi, do Galho e Sacramento e o córrego dos Batistas, que fazem parte da bacia do rio Doce. Por vezes, na estação das chuvas, os rios que cortam o município sofrem com a elevação de seus níveis, provocando enchentes em suas margens, o que exige a existência de um sistema de alerta contra enchentes eficaz. A cidade foi uma das mais afetadas pelas enchentes de 1979, que também atingiram vários municípios do leste mineiro, e em 2004 fortes chuvas provocaram novamente grandes inundações nas proximidades dos rios. Atualmente existe uma série de estações pluviométricas e fluviométricas instaladas na região, que são administradas pela Companhia de Pesquisa de Recursos Minerais (CPRM) e Agência Nacional de Águas e Saneamento Básico (ANA) e que visam a alertar a população de uma possível enchente.

### Clima
| Maiores acumulados diários de chuva registrados em Bom Jesus do Galho por meses | Maiores acumulados diários de chuva registrados em Bom Jesus do Galho por meses | Maiores acumulados diários de chuva registrados em Bom Jesus do Galho por meses | Maiores acumulados diários de chuva registrados em Bom Jesus do Galho por meses | Maiores acumulados diários de chuva registrados em Bom Jesus do Galho por meses | Maiores acumulados diários de chuva registrados em Bom Jesus do Galho por meses |
| Mês                                                                             | Acumulado                                                                       | Data                                                                            | Mês                                                                             | Acumulado                                                                       | Data                                                                            |
| ------------------------------------------------------------------------------- | ------------------------------------------------------------------------------- | ------------------------------------------------------------------------------- | ------------------------------------------------------------------------------- | ------------------------------------------------------------------------------- | ------------------------------------------------------------------------------- |
| Janeiro                                                                         | 119,5 mm                                                                        | 25/01/2020                                                                      | Julho                                                                           | 43,2 mm                                                                         | 19/07/1941                                                                      |
| Fevereiro                                                                       | 104,5 mm                                                                        | 08/02/2021                                                                      | Agosto                                                                          | 38 mm                                                                           | 29/08/1990                                                                      |
| Março                                                                           | 78 mm                                                                           | 04/03/2005                                                                      | Setembro                                                                        | 73,7 mm                                                                         | 06/09/2009                                                                      |
| Abril                                                                           | 104,6 mm                                                                        | 04/04/1968                                                                      | Outubro                                                                         | 116 mm                                                                          | 31/10/2020                                                                      |
| Maio                                                                            | 74,6 mm                                                                         | 30/05/1979                                                                      | Novembro                                                                        | 150,8 mm                                                                        | 27/11/2022                                                                      |
| Junho                                                                           | 29,4 mm                                                                         | 11/06/1978                                                                      | Dezembro                                                                        | 136 mm                                                                          | 14/12/1987                                                                      |
| Fonte: Agência Nacional de Águas e Saneamento Básico (ANA)                      |                                                                                 |                                                                                 |                                                                                 |                                                                                 |                                                                                 |

O clima bonjesuense é caracterizado, segundo o IBGE, como tropical sub-quente semiúmido (tipo Aw segundo Köppen), tendo temperatura média anual de 21,3 °C com invernos secos e amenos e verões chuvosos e com temperaturas elevadas. Os meses mais quentes, fevereiro e março, têm temperatura média de 23,7 °C, sendo a média máxima de 28,9 °C e a mínima de 18,5 °C. E o mês mais frio, julho, de 18 °C, sendo 24,5 °C e 11,5 °C as médias máxima e mínima, respectivamente. Outono e primavera são estações de transição.
A precipitação média anual é de 1 203,8 mm, sendo junho o mês mais seco, quando ocorrem apenas 13,4 mm. Em dezembro, o mês mais chuvoso, a média fica em 226,4 mm. Nos últimos anos, entretanto, os dias quentes e secos durante o inverno têm sido cada vez mais frequentes, não raro ultrapassando a marca dos 30 °C, especialmente entre julho e setembro. Em julho de 2013, por exemplo, a precipitação de chuva em Bom Jesus do Galho não passou dos 0 mm. Durante a época das secas e em longos veranicos em pleno período chuvoso também são comuns registros de queimadas em morros e matagais, principalmente na zona rural da cidade, o que contribui com o desmatamento e com o lançamento de poluentes na atmosfera, prejudicando ainda a qualidade do ar.
Segundo dados da Companhia de Pesquisa de Recursos Minerais (CPRM), desde 1941 o maior acumulado de chuva registrado em 24 horas em Bom Jesus do Galho foi de 150,8 mm no dia 27 de novembro de 2022. Outros grandes acumulados foram de 150,3 mm em 10 de novembro de 1999, 136 mm em 14 de dezembro de 1987 e 120,2 mm em 24 de dezembro de 1994. De acordo com o Instituto Nacional de Pesquisas Espaciais (INPE), o município é o 416º colocado no ranking de ocorrências de descargas elétricas no estado de Minas Gerais, com uma média anual de 3,9858 raios por quilômetro quadrado.
| Dados climatológicos para Bom Jesus do Galho | Dados climatológicos para Bom Jesus do Galho | Dados climatológicos para Bom Jesus do Galho | Dados climatológicos para Bom Jesus do Galho | Dados climatológicos para Bom Jesus do Galho | Dados climatológicos para Bom Jesus do Galho | Dados climatológicos para Bom Jesus do Galho | Dados climatológicos para Bom Jesus do Galho | Dados climatológicos para Bom Jesus do Galho | Dados climatológicos para Bom Jesus do Galho | Dados climatológicos para Bom Jesus do Galho | Dados climatológicos para Bom Jesus do Galho | Dados climatológicos para Bom Jesus do Galho | Dados climatológicos para Bom Jesus do Galho |
| Mês                                          | Jan                                          | Fev                                          | Mar                                          | Abr                                          | Mai                                          | Jun                                          | Jul                                          | Ago                                          | Set                                          | Out                                          | Nov                                          | Dez                                          | Ano                                          |
| -------------------------------------------- | -------------------------------------------- | -------------------------------------------- | -------------------------------------------- | -------------------------------------------- | -------------------------------------------- | -------------------------------------------- | -------------------------------------------- | -------------------------------------------- | -------------------------------------------- | -------------------------------------------- | -------------------------------------------- | -------------------------------------------- | -------------------------------------------- |
| Temperatura máxima média (°C)                | 28,6                                         | 28,9                                         | 28,9                                         | 27,3                                         | 25,8                                         | 24,8                                         | 24,5                                         | 25,6                                         | 26,3                                         | 27                                           | 27,4                                         | 27,6                                         | 26,8                                         |
| Temperatura mínima média (°C)                | 17,9                                         | 18,5                                         | 18,5                                         | 16,6                                         | 14,2                                         | 11,8                                         | 11,5                                         | 12,6                                         | 14,1                                         | 16,9                                         | 18                                           | 18,2                                         | 15,7                                         |
| Precipitação (mm)                            | 193,7                                        | 115,9                                        | 149,1                                        | 78                                           | 33,5                                         | 13,4                                         | 14,9                                         | 21,2                                         | 48,8                                         | 118,7                                        | 190,2                                        | 226,4                                        | 1 203,8                                      |
| Fonte: Somar Meteorologia                    |                                              |                                              |                                              |                                              |                                              |                                              |                                              |                                              |                                              |                                              |                                              |                                              |                                              |

### Povoado de Iguaçu
O povoado de Iguaçu situa-se na zona rural de Bom Jesus do Galho. Possui uma escola municipal, o Centro Municipal de Educação Maria da Penha Ivone Abrão, e um centro de saúde.

## Demografia
Em 2022, a população foi estimada em 14 536 habitantes pelo censo daquele ano, realizado pelo Instituto Brasileiro de Geografia e Estatística (IBGE). Em 2010, a população era de 15 364 habitantes. Segundo o censo de 2010, 7 824 habitantes eram homens e 7 840 habitantes eram mulheres. Ainda segundo o mesmo censo, 10 024 habitantes viviam na zona urbana e 5 340 na zona rural. Da população total em 2010, 3 516 habitantes (22,88%) tinham menos de 15 anos de idade, 10 141 habitantes (66,00%) tinham de 15 a 64 anos e 1 707 pessoas (11,11%) possuíam mais de 65 anos, sendo que a esperança de vida ao nascer era de 73,0 anos e a taxa de fecundidade total por mulher era de 1,8.

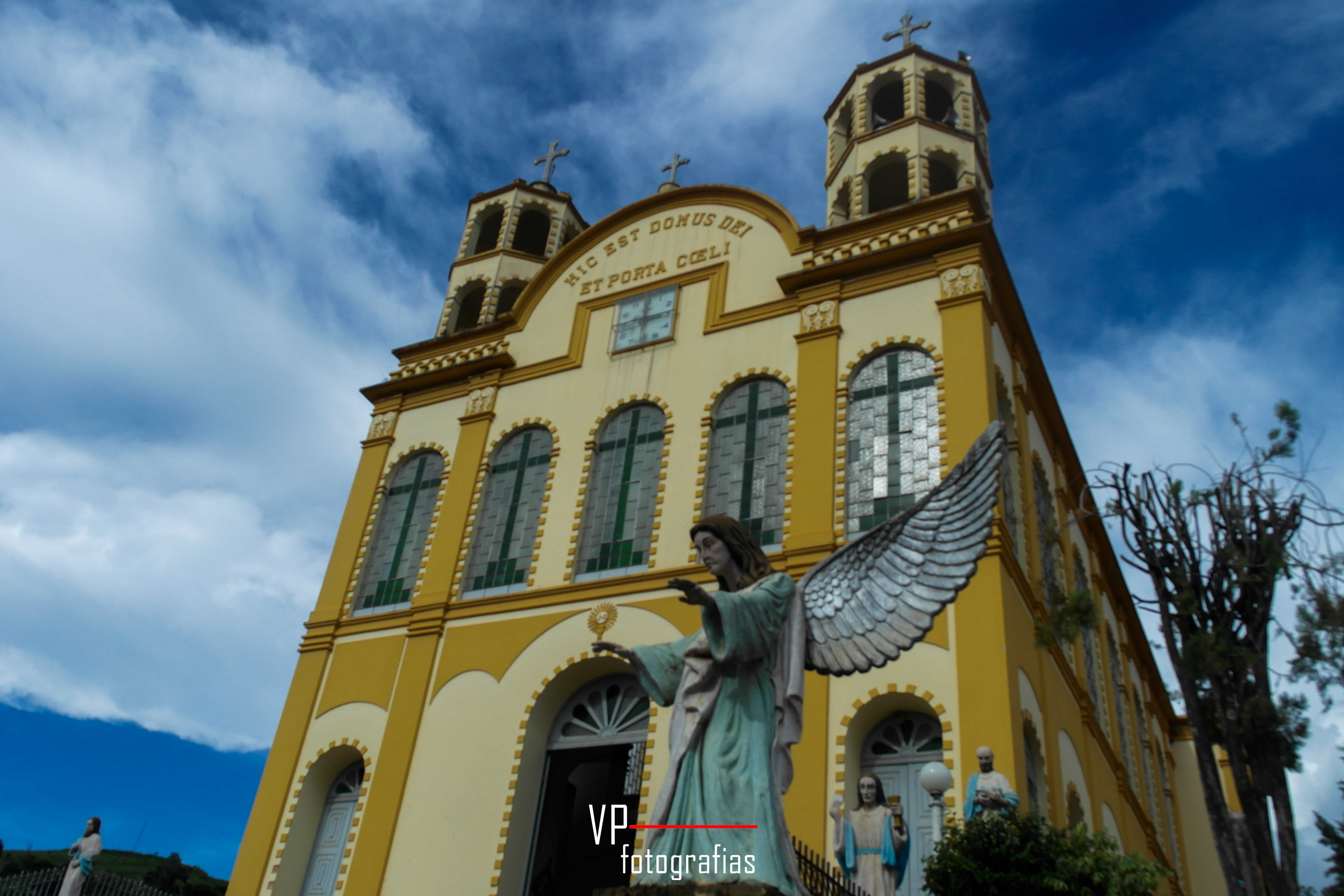
Igreja Matriz de Bom Jesus

Em 2010, a população bonjesuense era composta por 5 405 brancos (35,18%); 951 negros (6,19%); 37 amarelos (0,24%); 8 969 pardos (58,38%) e dois indígenas (0,01%). Considerando-se a região de nascimento, 12 eram nascidos na Região Norte (0,08%), 61 na Região Nordeste (0,40%), 15 160 no Sudeste (98,67%), 45 no Sul (0,29%) e 18 no Centro-Oeste (0,12%). 14 978 habitantes eram naturais do estado de Minas Gerais (97,49%) e, desse total, 10 697 eram nascidos em Bom Jesus do Galho (69,62%). Entre os 386 naturais de outras unidades da federação, São Paulo era o estado com maior presença, com 97 pessoas (0,63%), seguido pelo Rio de Janeiro, com 52 residentes (0,34%), e pelo Paraná, com 45 habitantes residentes no município (0,29%).
O Índice de Desenvolvimento Humano Municipal (IDH-M) de Bom Jesus do Galho é considerado médio pelo Programa das Nações Unidas para o Desenvolvimento (PNUD), sendo que seu valor é de 0,623 (o 3631º maior do Brasil). A cidade possui a maioria dos indicadores próximos à média nacional segundo o PNUD. Considerando-se apenas o índice de educação o valor é de 0,491, o valor do índice de longevidade é de 0,800 e o de renda é de 0,615. De 2000 a 2010, a proporção de pessoas com renda domiciliar per capita de até meio salário mínimo reduziu em 48,7% e em 2010, 71,8 da população vivia acima da linha da pobreza, 15,1% encontrava-se na linha da pobreza e 13,1% estava abaixo e o coeficiente de Gini, que mede a desigualdade social, era de 0,5, sendo que 1,00 é o pior número e 0,00 é o melhor. A participação dos 20% da população mais rica da cidade no rendimento total municipal era de 51,0%, ou seja, 17 vezes superior à dos 20% mais pobres, que era de 3,1%.
De acordo com dados do censo de 2010 realizado pelo IBGE, a população de Bom Jesus do Galho está composta por: 11 825 católicos (76,96%), 2 576 evangélicos (16,77%), 872 pessoas sem religião (5,68%), 22 espíritas (0,14%) e 0,45% estão divididas entre outras religiões.

## Política e administração
A administração municipal se dá pelos Poderes Executivo e Legislativo. O Executivo é exercido pelo prefeito, auxiliado pelo seu gabinete de secretários. O atual prefeito é Willian Batista de Calais (William Motos), do Progressistas (PP), eleito nas eleições municipais de 2016 com 57,09% dos votos válidos e empossado em 1º de janeiro de 2017, ao lado de Sabrina como vice-prefeita. O Poder Legislativo, por sua vez, é constituído pela câmara municipal, composta por onze vereadores. Cabe à casa elaborar e votar leis fundamentais à administração e ao Executivo, especialmente o orçamento participativo (Lei de Diretrizes Orçamentárias).
Em complementação ao processo Legislativo e ao trabalho das secretarias, existem também conselhos municipais em atividade, entre os quais dos direitos da criança e do adolescente, criado em 2009, tutelar (2009) e direitos do idoso (2003). Bom Jesus do Galho se rege por sua lei orgânica e é termo da Comarca de Caratinga, do Poder Judiciário estadual, de entrância especial, juntamente com os municípios de Córrego Novo, Entre Folhas, Imbé de Minas, Piedade de Caratinga, Pingo-d'Água, Santa Bárbara do Leste, Santa Rita de Minas, Ubaporanga e Vargem Alegre. O município possuía, em março de 2017, 12 248 eleitores, de acordo com o Tribunal Superior Eleitoral (TSE), o que representa 0,078% do eleitorado mineiro.

## Economia
O Produto Interno Bruto (PIB) de Bom Jesus do Galho é um dos maiores de sua microrregião, destacando-se na agropecuária e na área de prestação de serviços. De acordo com dados do IBGE, relativos a 2011, o PIB do município era de R$ 92 547 mil. 2 530 mil eram de impostos sobre produtos líquidos de subsídios a preços correntes e o PIB per capita era de R$ 6 048,05. Em 2010, 51,16% da população maior de 18 anos era economicamente ativa, enquanto que a taxa de desocupação era de 8,55%. Salários juntamente com outras remunerações somavam 8 410 mil reais e o salário médio mensal de todo município era de 1,5 salários mínimos. Havia 220 unidades locais e 218 empresas atuantes.
Setor primário
| Produção de cana-de-açúcar, mandioca e milho (2012) | Produção de cana-de-açúcar, mandioca e milho (2012) | Produção de cana-de-açúcar, mandioca e milho (2012) |
| --------------------------------------------------- | --------------------------------------------------- | --------------------------------------------------- |
| Produto                                             | Área colhida (hectares)                             | Produção (tonelada)                                 |
| Cana-de-açúcar                                      | 90                                                  | 4 500                                               |
| Mandioca                                            | 300                                                 | 1 818                                               |
| Milho                                               | 800                                                 | 1 500                                               |

A agricultura é segundo setor mais relevante na economia de Bom Jesus do Galho. Em 2011, de todo o PIB da cidade, 23 169 mil reais era o valor adicionado bruto da agropecuária, enquanto que em 2010, 48,65% da população economicamente ativa do município estava ocupada no setor. Segundo o IBGE, em 2012 o município possuía um rebanho de 22 597 bovinos, 163 bubalinos, 52 caprinos, 217 equinos, 199 muares, onze ovinos, 303 suínos e 16 144 aves, entre estas 6 023 galinhas e 10 121 galos, frangos e pintinhos. Neste mesmo ano, a cidade produziu 10 953 mil litros de leite de 8 927 vacas, 42 mil dúzias de ovos de galinha e 5 260 quilos de mel de abelha.
Na lavoura temporária, são produzidos principalmente a cana-de-açúcar (4 500 toneladas produzidas e 90 hectares cultivados), a mandioca (1 818 toneladas e 300 hectares) e o milho (1 500 toneladas e 600 hectares), além do arroz, da batata doce, do feijão e do girassol. Já na lavoura permanente, destacam-se o café (1 800 toneladas produzidas e 2 mil hectares cultivados), a laranja (300 toneladas produzidas e 15 hectares cultivados) e a banana (140 toneladas e 14 hectares), além do coco-da-baía, do limão e da tangerina.
Setores secundário e terciário

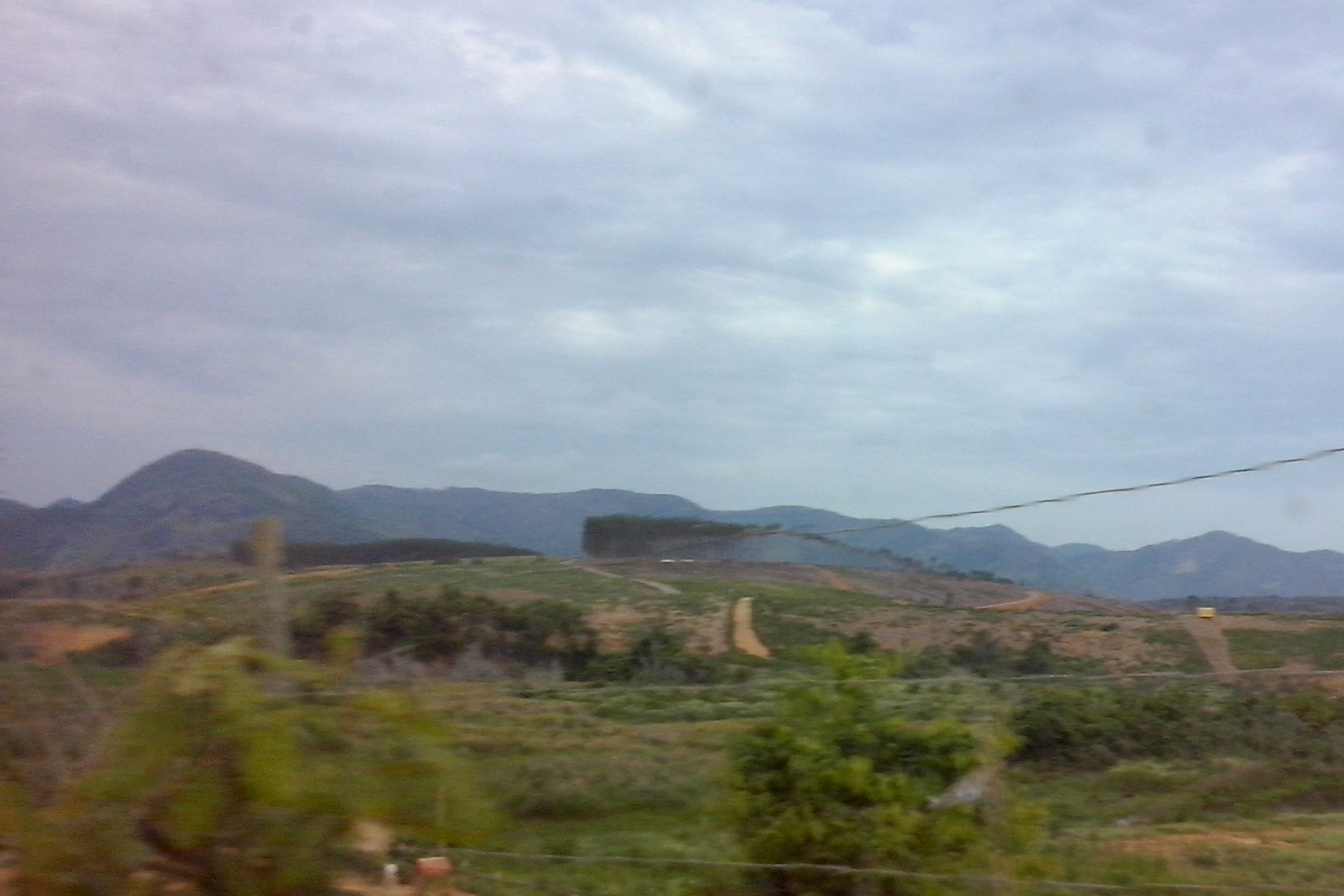
Cultivo e extração de eucalipto em Bom Jesus do Galho

A indústria, em 2011, era o setor menos relevante para a economia do município. 10 302 reais do PIB municipal eram do valor adicionado bruto da indústria (setor secundário). A produção industrial ainda é incipiente na cidade, mesmo que comece a dar sinais de aprimoramento, sendo resumida principalmente à extração de madeira, em especial do eucalipto, para suprir à demanda das siderúrgicas da Região Metropolitana do Vale do Aço, como da Aperam South America (em Timóteo), da Usiminas (em Ipatinga) e da Cenibra (em Belo Oriente), sendo que muitas dessas empresas mantêm propriedades em Bom Jesus do Galho. Segundo estatísticas do ano de 2010, 3,17% dos trabalhadores de Bom Jesus do Galho estavam ocupados no setor industrial.
A chegada dos primeiros moradores do então povoado de Galho, transformado em distrito de Caratinga em 1887, trouxe o primeiro movimento comercial, mas somente no final do século XIX, com o estabelecimento do núcleo urbano, é que a atividade se consolidou. Ao redor da capela construída a mando de Adão Coelho, surgiram as primeiras moradias e lojas. Em 2010, 7,48% da população ocupada estava empregada no setor de construção, 0,86% nos setores de utilidade pública, 9,83% no comércio e 27,50% no setor de serviços e em 2011, 56 546 reais do PIB municipal eram do valor adicionado bruto do setor terciário.

## Infraestrutura

### Saúde e educação
Em 2009, o município possuía 16 estabelecimentos de saúde entre hospitais, pronto-socorros, postos de saúde e serviços odontológicos, sendo doze públicos (um federal e onze municipais) e quatro privados. Do total de estabelecimentos, 15 faziam parte do Sistema Único de Saúde (SUS). Em 2013, 100% das crianças menores de 1 ano de idade estavam com a carteira de vacinação em dia. Em 2012, foram registrados 184 nascidos vivos, sendo que o índice de mortalidade infantil neste ano foi de 21,7 óbitos de crianças menores de cinco anos de idade a cada mil nascidos. Em 2010, 7,24% das mulheres de 10 a 17 anos tiveram filhos (todas acima dos 15 anos) e a taxa de atividade entre meninas de 10 a 14 anos era de 7,90%. 99,7% das crianças foram pesadas pelo Programa Saúde da Família em 2013, sendo que nenhuma delas estava desnutrida.
Na área da educação, o Índice de Desenvolvimento da Educação Básica (IDEB) médio entre as escolas públicas de Bom Jesus do Galho era, no ano de 2011, de 5,0 (numa escala de avaliação que vai de nota 1 a 10), sendo que a nota obtida por alunos do 5º ano (antiga 4ª série) foi de 5,7 e do 9º ano (antiga 8ª série) foi de 4,4; o valor das escolas públicas de todo o Brasil era de 4,0. Em 2010, 25,8% das crianças com faixa etária entre sete e quatorze anos não estavam cursando o ensino fundamental. A taxa de conclusão, entre jovens de 15 a 17 anos, era de 46,2% e o percentual de alfabetização de jovens e adolescentes entre 15 e 24 anos era de 98,0%. A distorção idade-série entre alunos do ensino fundamental, ou seja, com com idade superior à recomendada, era de 7,0% para os anos iniciais e 25,4% nos anos finais e, no ensino médio, a defasagem chegava a 18,8%. Dentre os habitantes de 18 anos ou mais, 30,14% tinham completado o ensino fundamental e 15,83% o ensino médio, sendo que a população tinha em média 8,98 anos esperados de estudo.
Em 2010, de acordo com dados da amostra do censo demográfico, da população total, 3 754 habitantes frequentavam creches e/ou escolas. Desse total, 12 frequentavam creches, 243 estavam no ensino pré-escolar, 365 na classe de alfabetização, 44 na alfabetização de jovens e adultos, 1 932 no ensino fundamental, 603 no ensino médio, 223 na educação de jovens e adultos do ensino fundamental, 137 na educação de jovens e adultos do ensino médio, onze na especialização de nível superior, 178 em cursos superiores de graduação e seis em mestrado. 11 610 pessoas não frequentavam unidades escolares, sendo que 2 729 nunca haviam frequentado e 8 881 haviam frequentado alguma vez. O município contava, em 2012, com aproximadamente 2 941 matrículas nas instituições de ensino da cidade e, neste mesmo ano, das dez escolas do ensino fundamental, cinco pertenciam à rede pública municipal e cinco à rede pública estadual. As três escolas que ofereciam ensino médio pertenciam à rede pública estadual.
| Ensino pré-escolar | 263   | 13  | 3  |
| Ensino fundamental | 2 089 | 140 | 10 |
| Ensino médio       | 589   | 45  | 3  |

### Habitação e serviços básicos

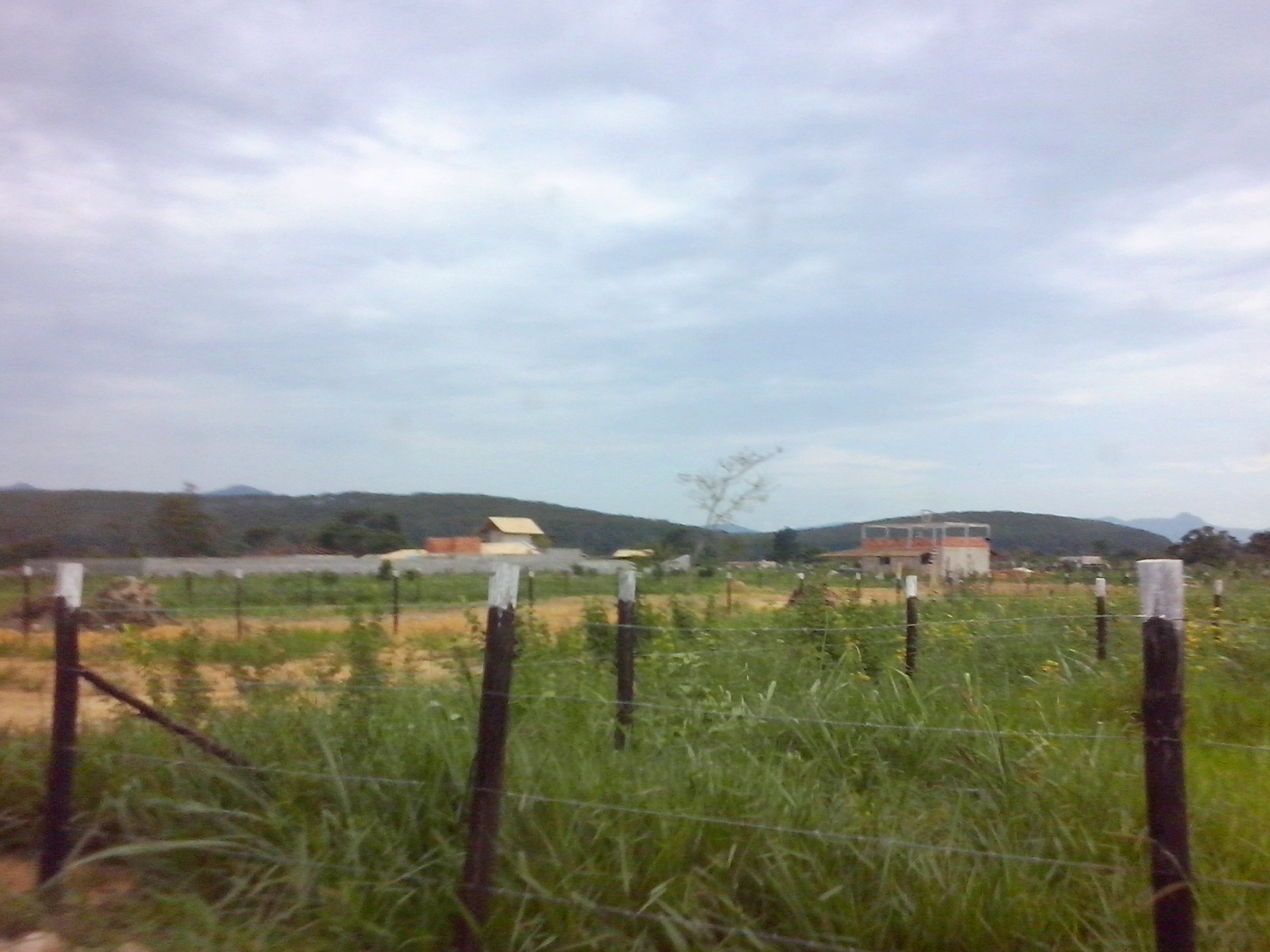
Loteamento em Bom Jesus do Galho, próximo à divisa com Vargem Alegre.

No ano de 2010, a cidade tinha 4 819 domicílios particulares permanentes. Desse total, 4 736 eram casas, 59 eram apartamentos, oito eram casas de vila ou em condomínios e 16 eram habitações em casas de cômodos ou cortiços. Do total de domicílios, 3 597 são imóveis próprios (3 544 já quitados e 53 em aquisição), 526 foram alugados, 660 foram cedidos (304 cedidos por empregador e 356 cedidos de outra forma) e 36 foram ocupados sob outra condição. Parte dessas residências conta com água tratada, energia elétrica, esgoto, limpeza urbana, telefonia fixa e telefonia celular. 2 950 domicílios eram atendidos pela rede geral de abastecimento de água (61,21% do total); 4 727 (98,09%) possuíam banheiros para uso exclusivo das residências; 2 954 (61,29% deles) eram atendidos por algum tipo de serviço de coleta de lixo; e 4 738 (98,31%) possuíam abastecimento de energia elétrica.
A criminalidade ainda é um problema presente em Bom Jesus do Galho. Entre 2006 e 2008, a taxa de homicídios no município foi de 10,7 para cada 100 mil habitantes, ficando no 151° lugar a nível estadual e no 1645° lugar a nível nacional. Neste período, a taxa de suicídios também foi de 6,4 para cada 100 mil habitantes, ficando no 117° lugar a nível estadual e no 837° lugar a nível nacional. Já em relação à taxa de óbitos por acidentes de transito, o índice foi de 23,6 para cada 100 mil habitantes, ficando no 93° lugar a nível estadual e no 844° lugar a nível nacional. O código de área (DDD) de Bom Jesus do Galho é 033 e o Código de Endereçamento Postal (CEP) vai de 35340-000 a 35344-999. No dia 10 de novembro de 2008, o município passou a ser servido pela portabilidade, juntamente com outros municípios com o mesmo DDD. A portabilidade é um serviço que possibilita a troca da operadora sem a necessidade de se trocar o número do aparelho.
A responsável pelo serviço de abastecimento de energia elétrica é a Companhia Energética de Minas Gerais (Cemig). Segundo a empresa, em 2003 havia 4 786 consumidores e foram consumidos 5 947 752 KWh de energia. Já o serviço de abastecimento de água e coleta de esgoto da cidade é feito pela Companhia de Saneamento de Minas Gerais (Copasa), sendo que em 2008 havia 3 657 unidades consumidoras e eram distribuídos em média 1 445 m³ de água tratada por dia.

### Transportes

Trecho da LMG-759 no município

A frota municipal no ano de 2012 era de 3 524 veículos, sendo 1 263 automóveis, 98 caminhões, 182 caminhonetes, 47 caminhonetas, seis micro-ônibus, 1 858 motocicletas, 29 motonetas, 24 ônibus, um utilitário e 16 classificados como outros tipos de veículos. Bom Jesus do Galho é atendida por duas rodovias federais: a BR-458  e a BR-262, que começa em Vitória, no Espírito Santo, passa por cidades como Belo Horizonte, Uberaba e Campo Grande e termina junto à fronteira com a Bolívia, em Corumbá, Mato Grosso do Sul. Também há a MG-329, que começa em Rio Casca e termina na BR-116, em Caratinga. A LMG-759 liga a cidade de Córrego Novo à BR-458, passando por Revés de Belém. A Univale Transportes mantém linhas regulares que ligam a cidade e seus distritos a Córrego Novo, Pingo-d'Água, Ipatinga e Coronel Fabriciano.
No final da década de 1920, o então distrito pertencente a Caratinga, emancipado em 1943, passou a ter transporte ferroviário, sendo atendido pela Estrada de Ferro Leopoldina. A estação ferroviária da localidade foi inaugurada em 14 de dezembro de 1930 e a chegada da ferrovia foi um dos fatores do crescimento populacional e desenvolvimento econômico da região. No entanto, o terminal ferroviário foi fechado no final da década de 1970, após os estragos causados por enchentes na linha férrea. Posteriormente, o trecho ferroviário que cortava o município, foi erradicado na década de 1980 e o prédio da antiga estação é utilizado hoje como sede da APAE na cidade.
Em 2008, especulou-se a relocação do Aeroporto de Ipatinga, para o município a fim de que a Usiminas expandisse suas instalações naquele local, no entanto a área pretendida foi transferida para Belo Oriente, devido à proximidade com o Parque Estadual do Rio Doce, e em 2011 optou-se pela ampliação do terminal.

## Cultura

### Espaços e instituições culturais

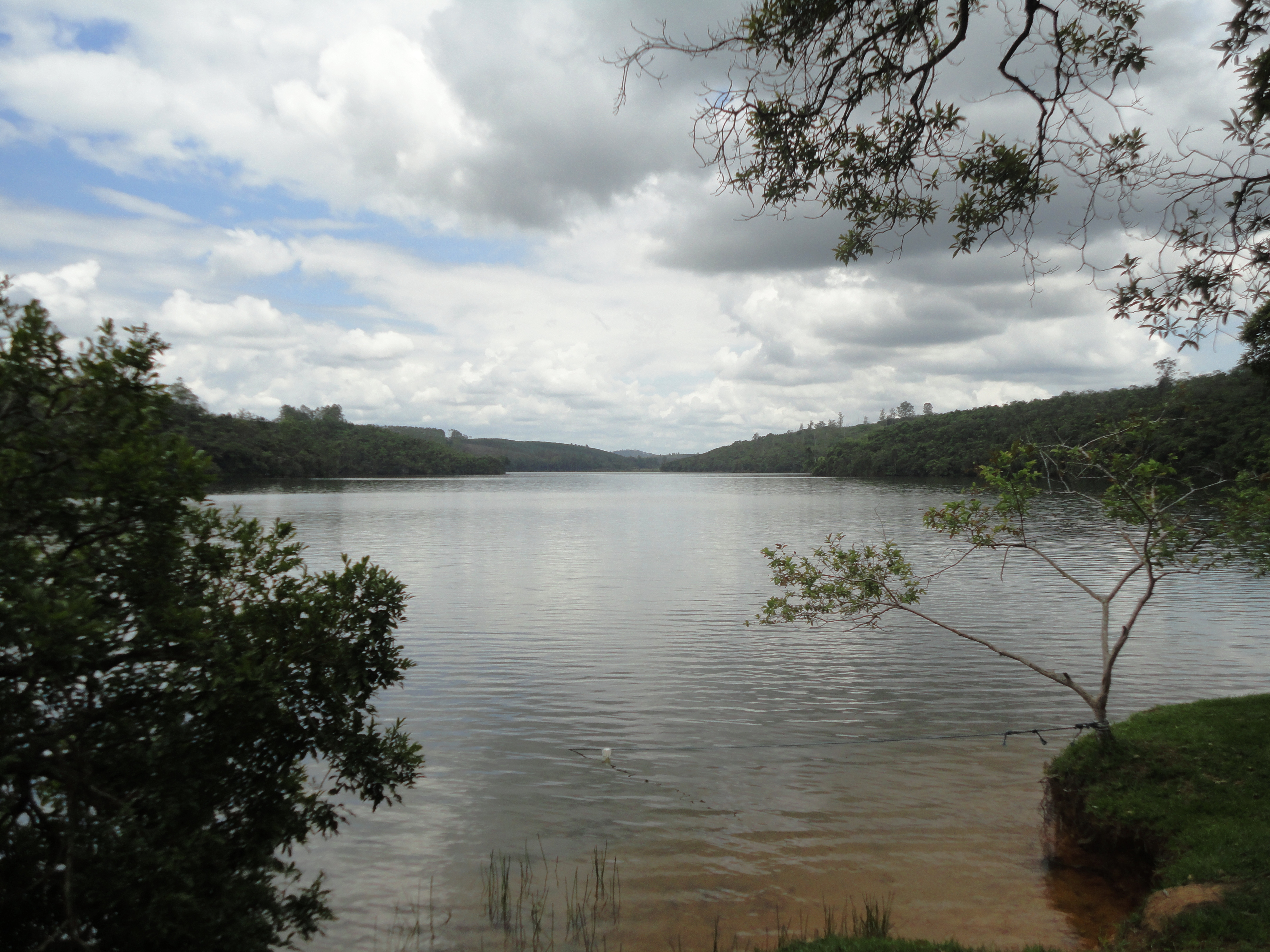
Vista da Lagoa Bonita

Bom Jesus do Galho conta com um conselho municipal de cultura e um conselho de preservação do patrimônio, criados em 2003 e sendo ambos paritários e de caráter consultivo, deliberativo, normativo e fiscalizador. Também há legislações municipais de proteção ao patrimônio cultural material e imaterial, ministradas por uma secretaria municipal exclusiva, que é o órgão gestor da cultura no município. Dentre os espaços culturais, destaca-se a existência de uma biblioteca mantida pelo poder público municipal, clubes, associações recreativas e estádios ou ginásios poliesportivos, segundo o IBGE em 2005 e 2012.
Há existência de equipes artísticas de teatro, grupos de manifestação tradicional popular e grupos de capoeira, de acordo com o IBGE em 2012. O artesanato também é uma das formas mais espontâneas da expressão cultural bonjesuense, sendo que, segundo o IBGE, a principal atividade artesanal desenvolvida em Bom Jesus do Galho é o bordado.

### Atrativos e eventos

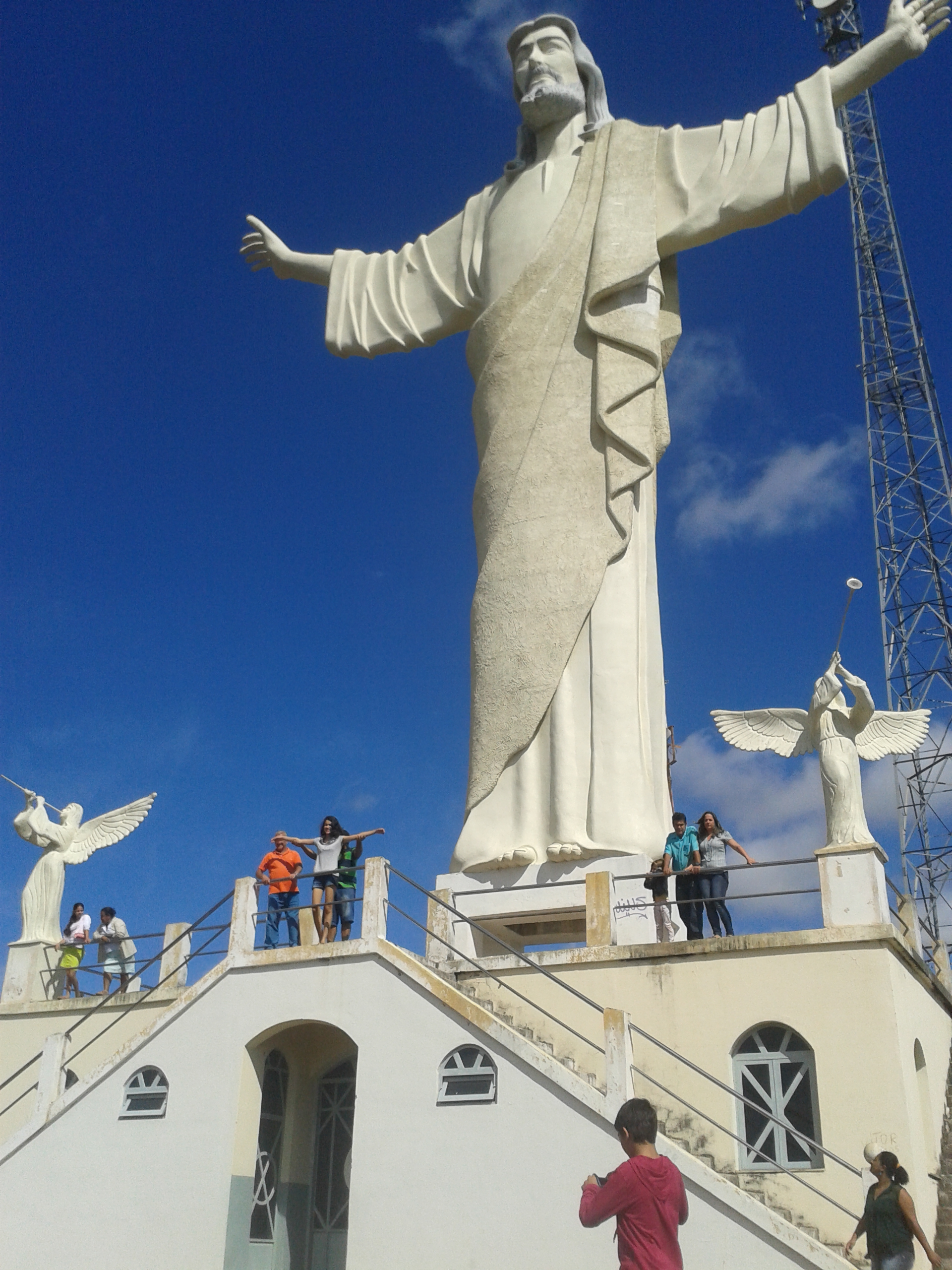
Turistas em Bom Jesus do Galho

Os principais atrativos de Bom Jesus do Galho são as várias trilhas, matas, lagoas, cachoeiras existentes na zona rural e um Cristo da Paz na sede do município. O município é limítrofe ao Parque Estadual do Rio Doce (PERD), que abriga a maior reserva de Mata Atlântica do estado de Minas Gerais e um notável conjunto lagunar e seu complexo abrange atrativos em suas cercanias. Nos limites do PERD, próxima ao distrito de Revés de Belém, encontra-se a chamada Ponte Perdida, que foi construída em 1966 como parte de um projeto de uma rodovia que ligaria Coronel Fabriciano e Timóteo a Caratinga. As obras, no entanto, foram embargadas em 1973 sob pressão ambientalista, visto que a estrada cortaria o parque estadual. Algumas lagoas são liberadas para banhos e por vezes pesca em certas épocas do ano, como as lagoas Bonita, do Cristal, do Jacaré, Manoel Antônio de Brito e Redonda.
Dentre os eventos, destacam-se o Carnaval de Bom Jesus do Galho, que é organizado em fevereiro ou março e conta com desfiles de blocos carnavalescos da cidade, shows com bandas regionais e outras apresentações artísticas; as comemorações da Semana Santa, em março ou abril, com missas, procissões e encenações em homenagem à vida, paixão e ressurreição de Jesus; a Festa do Bonjesuense Ausente, com espetáculos e atividades culturais, esportivas e artísticas em uma confraternização entre a população local e os naturais de Bom Jesus do Galho que não residem mais na cidade; e a Festa do Jubileu do Senhor do Bom Jesus, que é realizada desde a década de 1910, anualmente em setembro, com missas e atrações culturais religiosas em celebração ao Jubileu.